# Râul Fânaț
Râul Fânaț este un curs de apă, afluent al râului Valea din Pustă. 

## Hărți
- Harta munții Apuseni